# Oligodon lungshenensis
Oligodon lungshenensis este o specie de șerpi din genul Oligodon, familia Colubridae, descrisă de Zhe-Min Zheng și Huang 1978. A fost clasificată de IUCN ca specie cu risc scăzut. Conform Catalogue of Life specia Oligodon lungshenensis nu are subspecii cunoscute.